# 蘭斯洛特·亞歷山大·巴拉代爾
蘭斯洛特·亞歷山大·巴拉代爾（英語：Lancelot Alexander Borradaile，1872年9月26日—1945年10月20日）是一名英國動物學家，以研究甲殼類動物和出版《無脊椎動物》和《初級動物學手冊》而知名。

## 生平
巴拉代爾出生於1872年9月26日，父親是一名「從事非洲貿易的商人」。他曾就讀劍橋大學塞尔文学院自然科學專業。1893年，他以一等優異成績畢業，獲得文學學士學位；1897年，獲得文學碩士學位。1895年，他在威廉·貝特森的指導下，開始在劍橋大學示範動物學，並開始研究甲殼類動物的變異。1899年，他隨同約翰·斯坦利·加德納遠徵錫蘭和米尼科伊島，在那裡他研究了甲殼動物生物學的各個方面，尤其是陸生螃蟹。由於在螃蟹和蝦子方面的深入研究，他於1922年被授予理學博士學位=。
巴拉代爾於1910年成為大學動物學講師，後來成為塞尔文学院院長，並最終成為該學院的導師。他是倫敦市的自由人，也是布藝公司的成員。他於1937年退休，並於1945年10月20日逝世，享年73歲。

## 研究工作
巴拉代爾最著名的作品是他的本科教科書《初級動物學手冊》（Manual of Elementary Zoology）以及與F·A·波茨（F. A. Potts）合著的《無脊椎動物：學生使用手冊》（The Invertebrata: a manual for the use of students）。
除了這些通才著作，巴拉代爾還是一位螃蟹學家。1917年，他根據1905年約翰·斯坦利·加德納率領的珀西·斯萊登信託基金會印度洋探險隊收集到的材料，出版了一本重要的專著《關於隱蝦》（On the Pontoniinae）。他對螃蟹和類似動物進行大量研究，並創造「蟹化」一詞來描述「大自然對螃蟹進化的眾多嘗試之一」。

## 外部連結
- Works by L. A. Borradaile （页面存档备份，存于） at the Biodiversity Heritage Library
- Photograph of L. A. Borradaile in 1926 （页面存档备份，存于） in the National Portrait Gallery, London|National Portrait Gallery